# Cyprinion
Cyprinion is een geslacht van straalvinnige vissen uit de familie van eigenlijke karpers (Cyprinidae).

## Soort
- Cyprinion kais Heckel, 1843
- Cyprinion milesi (Day, 1880)
- Cyprinion microphthalmum (Day, 1880)
- Cyprinion macrostomum Heckel, 1843
- Cyprinion mhalensis Alkahem & Behnke, 1983
- Cyprinion semiplotum (McClelland, 1839)
- Cyprinion tenuiradius Heckel, 1847
- Cyprinion watsoni (Day, 1872)